# Barrage de Kılıçkaya
Le barrage de Kılıçkaya est un barrage dans la province de Sivas en Turquie. Il est situé immédiatement en amont du lac du barrage de Çamlıgöze

## Sources
- (en) www.dsi.gov.tr/tricold/kilickay.htm Site de l'agence gouvernementale turque des travaux hydrauliques